# 饒佩君
饒珮君（英語：Kennes Yiu；1970年4月16日—），原名饒林紅，綽號小妹，1999年亞洲小姐競選亞軍，入行前曾是業餘模特兒，加入亞洲電視後改名。曾為亞洲電視女藝人。
在亞視期間，饒珮君主要演出乖乖女角色，也曾擔任主持人。2005年起，饒珮君開始學習拉丁舞，并在國際舞蹈大賽中獲得“最佳造型獎”。2006年初，饒珮君考獲英國皇家舞蹈教師學會拉丁舞專業教師資格，此后開設一所舞蹈學校。
饒珮君于2006年約滿離開亞視，目前專心發展舞蹈事業，常以舞蹈教師身分出席公衆活動。

## 電視劇（亞洲電視）
- 2000年 寶島春夢 飾 呂秀鈴
- 2000年 影城大亨 飾 演員
- 2000年 香港一家人
- 2001年 騷東坡 飾 蘇小妹
- 2002年 八號巴士站站情 飾 路安安
- 2002年 有求必應
- 2002年 暴風型警
- 2003年 萬家燈火
- 2004年 媽媽我真的愛你
- 2005年 危險人物之校長燒屍 飾 阿慧（華妻）
- 2006年 香港奇案實錄之屋村狂父斬頭 飾 呂麗儀

## 電視節目（亞洲電視）
- 2000年《深圳故鄉的故事》主持（第3集至第5集）
- 2011年《亞洲星光大道4》評判